# Richard Divizio
Richard Divizio (Chicago, Illinois; 6 de septiembre de 1968) es un actor estadounidense, conocido por su trabajo en la serie de videojuegos Mortal Kombat.
Es conocido por interpretar a Kano en Mortal Kombat, Mortal Kombat 3, Ultimate Mortal Kombat 3 y Mortal Kombat Trilogy. También interpretó a Quan Chi y Shang Tsung en Mortal Kombat Mythologies: Sub-Zero, Baraka en Mortal Kombat II, Kabal en Mortal Kombat 3, Noob Saibot en el mismo juego anterior mencionado (quien compartía el sprite de Kano, antes de retomar su aspecto de ninja en UMK3, el cual fue interpretado por John Turk), y proporcionó algo de la captura de movimiento (stop motion) para Mortal Kombat 4.
Divizio regresó a la serie Mortal Kombat en 2002 como actor de movimiento para Mortal Kombat: Deadly Alliance.